# Ґерус-Тарнавецька Іраїда-Ірена Сергіївна
Ґе́рус-Тарнавецька Іраїда-Ірена Сергіївна (27 березня 1924, м. Почаїв, нині Кременецького району Тернопільської області — 5 липня 2011, Вінніпег, Манітоба, Канада) — український мовознавець, доктор славістики Українського вільного університету (Мюнхен, 1966), дійсний член УВАН у Канаді.
Голова гуманітарного відділу, віце-президент ВУАН, член сенату колегії св. Андрея, Канадського ономастичного інституту, Асоціації модерних мов, інституту «Волинь», Українського історичного товариства та інших наукових об'єднань.

## Біографія
Народилася 27 березня 1924 року у м. Почаїв Кременецького повіту Волинського воєводства (Польща), нині це Кременецький район Тернопільської області. Дочка о. Сергія, сестра Олега Ґерусів, дружина М.-З. Тарнавецького.
З 1946 до 1949 студіювала медицину в місті Геттінген (Німеччина).
У 1950 емігрувала до Канади. Здобула ступінь магістра славістики в Манітобському університеті, 1964, де й працює від 1963: ад'юнкт-професор (1975—1984), професор (1984—1993), класичний філолог (від 1993).

## Праці
Авторка низки статей з мовознавства, зокрема ономастики.
Автор наукових праць:
- «Назовництво в поетичному творі» (1966),
- «Професор Н. Полонська-Василенко — науковець і людина» (1965) та ін.